# Мікель Хаурехісар
Мікель Хаурехісар Альбоніга (ісп. Mikel Jauregizar Alboniga; нар. 13 листопада 2003, Більбао) — іспанський футболіст, півзахисник клубу «Атлетік» (Більбао).

## Клубна кар'єра
2018 року займатися футболом у клубі «Бермео». 1 квітня 2021 року приєднався до академії клубу «Атлетік» (Більбао). В 2022 році почав виступати за фарм-клуб «Басконія» у Терсері. 27 травня 2023 року дебютував за резервну команду «Більбао Атлетік» у матчі Прімери Федерасьйон проти «Аморебієти».
Перед початком сезону 2023–24 переведений до «Більбао Атлетік». 16 вересня 2023 року в матчі Сегунди Федерасьйон проти «Барбастро» забив свій перший гол за «Більбао Атлетік». 20 листопада 2023 року продовжив контракт з «Атлетіком» до 2028 року.
7 грудня 2023 року дебютував в основному складі «Атлетіка», вийшовши на заміну Унаї Гомесу в матчі Кубка Іспанії проти «Кайона». 16 грудня того ж року в поєдинку проти мадридського «Атлетіко» дебютував у Ла-Лізі, замінивши Іньякі Вільямса. У своєму дебютному сезоні провів за «Атлетік» 10 матчів, ставши володарем Кубка Іспанії.
29 вересня 2024 року в матчі Ла-Ліги проти «Севільї» забив свій перший гол за «Атлетік». 3 жовтня в поєдинку загального етапу Ліги Європи УЄФА проти нідерландського АЗ дебютував у єврокубках. 8 травня 2025 року в матчі Ліги Європи проти англійського «Манчестер Юнайтед» вперше відзначився м'ячем у єврокубках. 30 травня 2025 року продовжив контракт з «Атлетіком» до 2031 року.

## Кар'єра в збірній
В листопаді 2024 року вперше викликаний в збірну Іспанії до 21 року для участі в товариському матчі проти збірної Данії. 19 листопада в поєдинку з Данією дебютував за молодіжну збірну Іспанії.
В червні 2025 року потрапив в заявку збірної до 21 року на молодіжний чемпіонат Європи в Словаччині. На турнірі провів три матчі, відзначившись м'ячем проти збірної Румунії, а його команда дійшла до чвертьфіналу, де поступилась англійцям.

## Статистика виступів
Станом на 25 травня 2025 
| Клуб              | Сезон             | Чемпіонат           | Чемпіонат | Чемпіонат | Кубок | Кубок | Єврокубки | Єврокубки | Інші  | Інші | Всього | Всього |
| Клуб              | Сезон             | Дивізіон            | Матчі     | Голи      | Матчі | Голи  | Матчі     | Голи      | Матчі | Голи | Матчі  | Голи   |
| ----------------- | ----------------- | ------------------- | --------- | --------- | ----- | ----- | --------- | --------- | ----- | ---- | ------ | ------ |
| Бермео            | 2019–20           | Терсера Дивізіон    | 1         | 0         | —     | —     | —         | —         | —     | —    | 1      | 0      |
| Басконія          | 2022–23           | Терсера Федерасьйон | 29        | 3         | —     | —     | —         | —         | 2     | 0    | 31     | 3      |
| Більбао Атлетік   | 2022–23           | Прімера Федерасьйон | 1         | 0         | —     | —     | —         | —         | —     | —    | 1      | 0      |
| Більбао Атлетік   | 2023–24           | Сегунда Федерасьйон | 14        | 1         | —     | —     | —         | —         | —     | —    | 14     | 1      |
| Більбао Атлетік   | Всього            | Всього              | 15        | 1         | —     | —     | —         | —         | —     | —    | 15     | 1      |
| Атлетік (Більбао) | 2023–24           | Ла-Ліга             | 7         | 0         | 3     | 0     | —         | —         | —     | —    | 10     | 0      |
| Атлетік (Більбао) | 2024–25           | Ла-Ліга             | 34        | 2         | 2     | 0     | 11        | 1         | 1     | 0    | 48     | 3      |
| Атлетік (Більбао) | Всього            | Всього              | 41        | 2         | 5     | 0     | 11        | 1         | 1     | 0    | 58     | 3      |
| Всього за кар'єру | Всього за кар'єру | Всього за кар'єру   | 86        | 6         | 5     | 0     | 11        | 1         | 3     | 0    | 105    | 7      |

1. ↑  Матчі в плей-оф Терсери Федерасьйон 2023
2. ↑  Матчі в Лізі Європи УЄФА
3. ↑  Матчі в Суперкубку Іспанії

## Досягнення
«Атлетік» (Більбао)
- Володар Кубка Іспанії: 2023–24[29]